# Malibu
Malibu és una ciutat estatunidenca del Comtat de Los Angeles a l'estat de Califòrnia. Segons el cens del 2010 tenia 12.645 habitants.

## Demografia
Segons el cens del 2000, Malibu tenia 12.575 habitants, 5.137 habitatges, i 3.164 famílies. La densitat de població era de 244,4 habitants/km².
Dels 5.137 habitatges en un 25,3% hi vivien nens de menys de 18 anys, en un 51,5% hi vivien parelles casades, en un 6,7% dones solteres, i en un 38,4% no eren unitats familiars. En el 27,3% dels habitatges hi vivien persones soles el 6,7% de les quals corresponia a persones de 65 anys o més que vivien soles. El nombre mitjà de persones vivint en cada habitatge era de 2,39 i el nombre mitjà de persones que vivien en cada família era de 2,86.
Per edats la població es repartia de la següent manera: un 19,6% tenia menys de 18 anys, un 7,9% entre 18 i 24, un 26,4% entre 25 i 44, un 32% de 45 a 60 i un 14% 65 anys o més.
L'edat mitjana era de 43 anys. Per cada 100 dones de 18 o més anys hi havia 95,6 homes.
Entorn del 3,2% de les famílies i el 7,6% de la població estaven per davall del llindar de pobresa.
Segons el cens del 2010 tenia 12.645 habitants.